# Vislanka (dopływ Ľubotínki)
Vislanka – potok, prawy dopływ Ľubotínki na Słowacji. Wypływa  na wysokości około 730 m na południowo-wschodnich zboczach szczytu Gardoška (767 m) w Górach Lewockich. Po opuszczeniu porośniętych lasem gór płynie przez pokryte polami uprawnymi obszary miejscowości Vislanka, wpływa w zwartą zabudowę tej miejscowości i na wysokości około 530 m w samym centrum wsi uchodzi do Ľubotínki.
Zlewnia Ľubotínki znajduje się w dwóch regionach geograficznych: Góry Lewockie (górna część) i Šariš (dolna część).